# Josephiella
Josephiella är ett släkte av steklar. Josephiella ingår i familjen fikonsteklar.
Kladogram enligt Catalogue of Life:
| Josephiella | \| \| Josephiella malabarensis \| \| \| \| \| \| Josephiella microcarpae \| \| \| \| |
|             | \| \| Josephiella malabarensis \| \| \| \| \| \| Josephiella microcarpae \| \| \| \| |
|             | Josephiella malabarensis                                                             |
|             |                                                                                      |
|             | Josephiella microcarpae                                                              |
|             |                                                                                      |